# 河鼓增一
天鷹座ψ，又名BD+12 4059，HD 186547、SAO 105199、HR 7511，是天鷹座的一颗恒星，视星等为6.26，位于銀經50.88，銀緯-5.4，其B1900.0坐标为赤經19h 39m 55s，赤緯+13° -5.4′ 46″。